# Zygoneura flavicoxa
Zygoneura flavicoxa là một ruồi trong họ Sciaridae, thuộc chi Zygoneura. Loài này được Johannsen miêu tả khoa học đầu tiên năm 1912.